# Além Mar
Além Mar é o uma canção single da banda Asa de Águia juntamente com a cantora Ivete Sangalo para o álbum Asa de Águia 20 anos, comemorando os 20 anos da banda com um CD e DVD ao vivo. O canção chegou ao #41.

## Clipe musical
Houve também um clipe da música ao vivo, presente no DVD do álbum, lançado juntamente com o CD em 2008.